# Stegolepis guianensis
Stegolepis guianensis ist eine in Südamerika vor allem auf dem Roraima-Tepui heimische Pflanzenart aus der Gattung Stegolepis. Sie ist die Typusart der Gattung.

## Verbreitung
Stegolepis guianensis wächst auf feuchten Quarzsanden oder zwischen Felsen. Das größte Vorkommen befindet sich auf dem Roraima-Tepui, einem 2810 m hohen Tafelberg im Dreiländereck der Staaten Venezuela, Guyana und Brasilien. Die Art ist dort auf dem ganzen Tepui weitverbreitet und findet sich somit auf dem Staatsgebiet aller drei Anrainerstaaten. Sie ist aber auch in den Pakaraima Mountains, im Bergland von Guyana und in der Gran Sabana zu Hause.

## Beschreibung
Stegolepis guianensis ist eine mehrjährige krautige Pflanze, die Wuchshöhen zwischen ein und 2 m erreicht. Der caudiciforme Stängel ist kurz und selten länger als 20 cm lang und ist von abgestorbenen alten Blättern überdeckt. Die lanzettförmigen bis oval-lanzettlichen Laubblätter werden bis zu 1,5 m lang. Die Blätter sind überlappen sich an der Basis und sind auf 20 bis 25 cm Länge überdeckt. Dort ist das Blatt dick und fleischig mit Schleim überzogen. Mit der Blüte bildet sich mehrere, im Mittel sechs, bis zu 2 m langer Langtriebe, an dem sich zwischen 20 und 24 Brakteen bilden, auf denen Blüten sitzen.
Jede Pflanze bildet zwischen 70 und 100 Blüten aus. Die Grundfarbe der Blüten ist leuchtend gelb bis orange. Die drei Kelchblätter sind lanzettförmig und 13 bis 15 mm lang, die Kronblätter sind mit 20 bis 22 mm etwas länger.
Die Antheren sind etwa 10 bis 12 mm lang; die Filamente sind verwachsen und 4 bis 5 mm lang.

## Nutzung
Der weißliche, verdeckte Teil der Blätter ist essbar, und wird von den einheimischen Pemón roh gegessen. Der Geschmack erinnert entfernt an Äpfel. Sie ist nahe verwandt mit Stegolepis ferruginea.